# Walerij Jabłoczkin
Walerij Nikołajewicz Jabłoczkin (ros. Валерий Николаевич Яблочкин, ur. 2 lutego 1973 w Temyrtau) – kazachski piłkarz występujący na pozycji napastnika, reprezentant kraju.

## Życiorys
Był juniorem klubów: DJuSSz Temyrtau, ChOSSzISP Charkówi i Kazachskij riespublikanskij sportinternat Ałma-Ata. Seniorską karierę rozpoczynał w klubach trzeciej i czwartej ligi ZSRR: RSzWSM Ałma-Ata, Bołacie Temyrtau, Wostoku Ust-Kamienogorsk i Szachtiorze Karaganda. Po rozpadzie Związku Radzieckiego grał w Kajracie Ałmaty, z którym w 1992 roku zdobył mistrzostwo i puchar Kazachstanu. W 1993 roku przy pomocy kazachskiego działacza Walentina Grochowskiego, Jabłoczkin został piłkarzem Szynnika Jarosław. Dla Szynnika łącznie w latach 1993–1996 zdobył 58 goli w 135 spotkaniach Pierwajej ligi. W 1997 roku podpisał kontrakt z Lokomotiwem Moskwa. W Wysszajej lidze zadebiutował 16 marca w zremisowanym 1:1 spotkaniu z Bałtiką Kaliningrad, w którym zdobył także gola. Ogólnie w najwyższej lidze Rosji w barwach Lokomotiwu wystąpił w 10 meczach, zdobywając jednego gola. Ponadto z Lokomotiwem zdobył puchar kraju. Po sezonie wskutek kontuzji, konfliktu z trenerem Jurijem Siominem i utraty miejsca w składzie odszedł z Lokomotiwu. Po nieudanych testach w koreańskim klubie Samsung Electronics FC, podczas których doznał poważnego złamania, przeszedł do Nieftianika Jarosław. Następnie z powodu licznych kontuzji zakończył profesjonalną karierę. W 2015 roku przyznał, że po zakończeniu kariery nadużywał alkoholu i narkotyków, jednak w 2008 roku wyszedł z nałogu.
Dwukrotnie wystąpił w reprezentacji. Zadebiutował w niej 16 lipca 1992 roku w wygranym 1:0 towarzyskim meczu z Uzbekistanem. 11 maja 1997 roku rozegrał drugie spotkanie, w którym w ramach eliminacji do Mistrzostw Świata 1998 Kazachstan pokonał Pakistan 3:0. Jabłoczkin zdobył w tamtym meczu bramkę. Ponadto w latach 1995–1996 wystąpił czterokrotnie w olimpijskiej reprezentacji Kazachstanu.

## Statystyki ligowe
| Sezon    | Klub                    | Liga                  | Mecze | Gole |
| -------- | ----------------------- | --------------------- | ----- | ---- |
| 1989     | RSzWSM Ałma-Ata         | Wtoraja liga          | 1     | 0    |
| 1990     | Bołat Temyrtau          | Wtoraja nizszaja liga | 23    | 4    |
| 1991 (w) | Wostok Ust-Kamienogorsk | Wtoraja liga          | 1     | 0    |
| 1991     | Szachtior Karaganda     | Wtoraja liga          | 25    | 7    |
| 1992     | Kajrat Ałmaty           | Wysszaja Liga         | 17    | 3    |
| 1993     | Szynnik Jarosław        | Pierwaja liga         | 28    | 13   |
| 1994     | Szynnik Jarosław        | Pierwaja liga         | 37    | 21   |
| 1995     | Szynnik Jarosław        | Pierwaja liga         | 32    | 9    |
| 1996     | Szynnik Jarosław        | Pierwaja liga         | 38    | 15   |
| 1997     | Lokomotiw Moskwa        | Wysszaja liga         | 10    | 1    |
| 1998     | Nieftianik Jarosław     | Wtoroj diwizion       | 10    | 0    |